# Бодеж у библиотеци
Бодеж у библиотеци (Dagger in the Library)  је годишња награда коју додељује британско Удружење писаца криминалистике (Crime Writers’ Association — CWA).  За награду се могу номиновати  живи аутори, по могућности који раде у Британији и не могу раније бити награђивани. У ужи избори улази десет најпопуларнијих аутора, о чему одлучују корисници библиотеке који гласају онлајн. Коначну одлуку доноси комисија састављена од библиотекара који раде у јавним библиотекама. За разлику од већине других књижевних награда, Бодеж у библиотеци се не додељује за појединачно дело, већ за укупан ауторски рад.
Награда Бодеж у библиотеци једна је од „бодежa”, награда проистеклих из награде Златни бодеж, коју је CWA установило давне 1955. године.

## Историја
Награда је установљена 1994. године и у почетку је носила име Златне лисице (Golden Handcuffs). Као таква је додељена три пута, до 1996. Од 1997. до 2001. награда није додељивана и њена судбина била је неизвесна. Враћена је поново 2002. под садашњим именом Бодеж у библиотеци.

## Победници

### 2020-те
- 2023 – Софи Хана[4] (превођена на српски)
- 2022 – Марк Билингам[5] (превођен на српски)
- 2021 – Питер Меј (Peter May)[6]
- 2020 – Кристофер Брукмајер (Christopher Brookmyre)[7]

### 2010-те
- 2019 – Кејт Елис (Kate Ellis)
- 2018 – Мартин Едвардс (Martin Edwards)
- 2017 – Мари Хана (Mari Hannah)[8]
- 2016 – Ели Грифитс (Elly Griffiths)[9]
- 2015 - Кристофер Фаулер (Christopher Fowler)
- 2014 – Шерон Болтон[10] (превођена на српски)
- 2013 – Белинда Бауер[11] (превођена на српски)
- 2012 – Стив Мосби (Steve Mosby)[12]
- 2011 – Мо Хејдер[13] (превођена на српски)
- 2010 – Аријана Френклин[14] (превођена на српски)

### 2000-те
- 2009 – Колин Котерил (Colin Cotterill)[15]
- 2008 – Крејг Расел (превођен на српски)
- 2007 – Стјуарт Мекбрајд (Stuart MacBride)
- 2006 – Џим Кели (Jim Kelly)
- 2005 – Џејк Арнот (Jake Arnott)
- 2004 – Александар Мекол Смит (превођен на српски)
- 2003 – Стивен Бут (Stephen Booth)
- 2002 – Питер Робинсон (Peter Robinson)
- 2000 – 2001 – није додељена

### 1990-те
- 1997 – 1999 – није додељена
- 1996 – Мариан Бабсон (Marian Babson)
- 1995 – Линдзи Дејвис (превођена на српски)
- 1994 – Роберт Барнард (Robert Barnard)[3]